# Langenburg
Langenburg település Németországban, azon belül Baden-Württembergben. Lakosainak száma 1886 fő (2023. december 31.).

## Népesség
| Lakosok száma | 2080 | 2025 | 2081 | 1829 | 1812 | 1925 | 1870 | 1808 | 1723 | 1886 |
|               | 1961 | 1967 | 1974 | 1980 | 1987 | 1993 | 2000 | 2006 | 2013 | 2023 |